# Estlands nationalopera (byggnad)

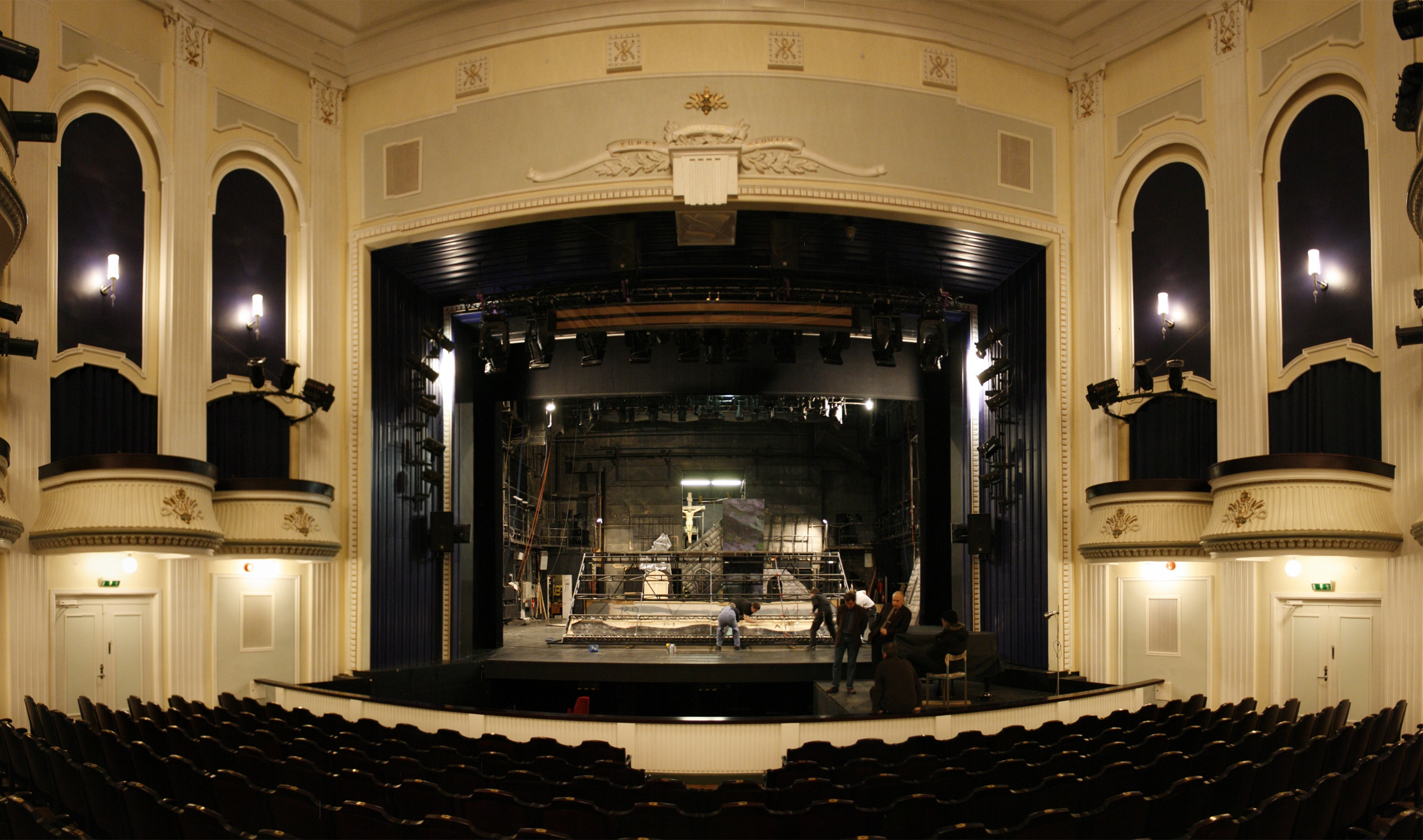
Interiör

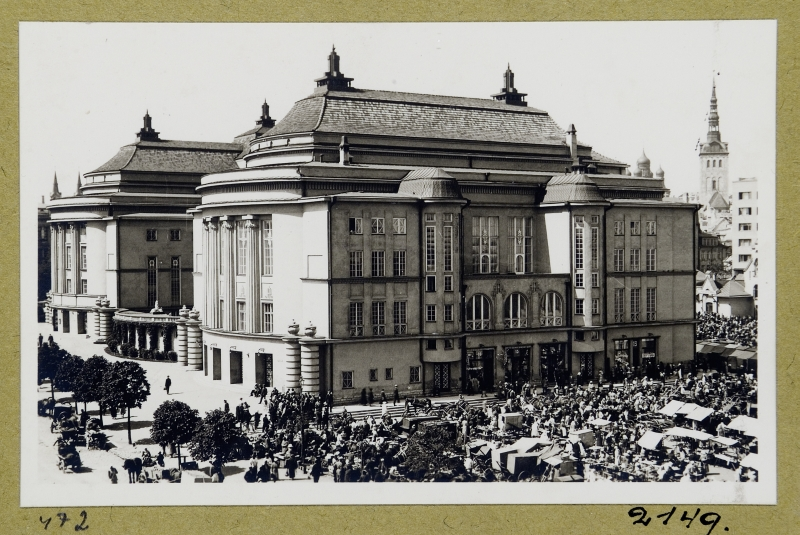
Estlands nationalopera omkring 1920

Estlands nationalopera, Estoniateatern (spanska: Estonia Teater), är en jugendbyggnad från 1913 i Tallinn, som ritades av Armas Lindgren och Wivi Lönn.
Byggnaden var, när den invigdes, Tallinns största. Den skadades svårt vid Sovjetunionens angrepp på Tallinn den 9 mars 1944. Den byggdes om efter andra världskriget i sovjetisk klassicism, med Alar Kotli (1904–63) och Edgar Johan Kuusik (1888–1974) som arkitekter. Från 1946 fanns den nyetablerade Estlands balettskola i byggnaden.
I operahuset finns fyra hörsalar, varav de största har 700 respektive 300 platser. Det är idag hemvist för Estlands nationalopera,  Estlands nationella symfoniorkester och den statliga konsertinstitutionen Eesti Kontsert.
Operabyggnaden är granne med Estlands dramatiska teater.